# International Institute for Management Development
International Institute for Management Development (IMD) to jedna z najważniejszych szkół biznesu na świecie, mieszcząca się w Lozannie w Szwajcarii.
IMD została założona w 1990 po fuzji dwóch szkół biznesu stworzonych przez firmy Alcan i Nestlé: IMI Genewa (1946) oraz IMEDE Lozanna (1957).
W światowym rankingu studiów Executive Education – Open za 2015 stworzonym przez Financial Times, IMD zajęła 1. miejsce.

Niektórzy znani wykładowcy IMD: Jay R. Galbraith, Mikołaj Piskorski.